# Diocesi di Gallese

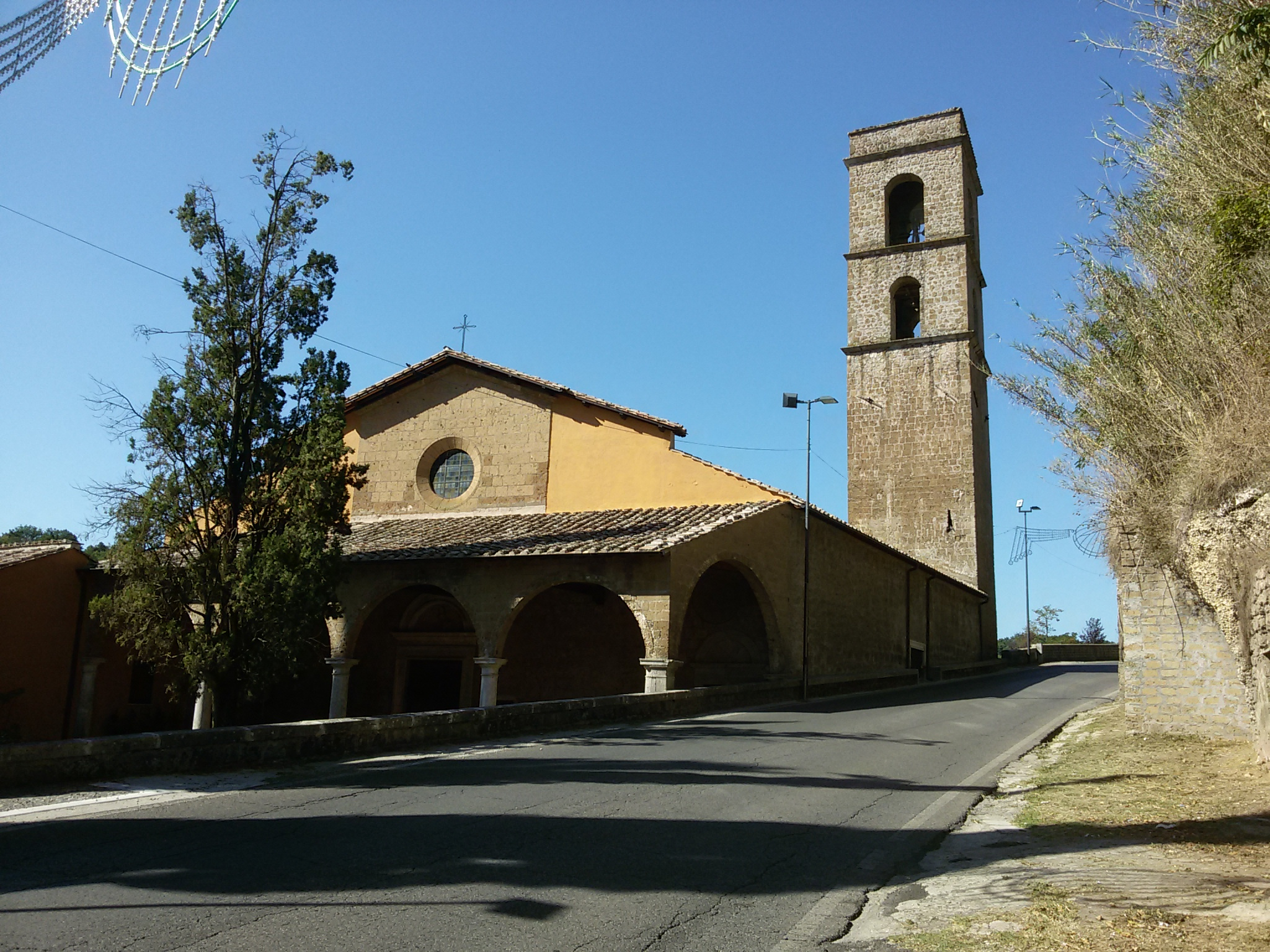
La chiesa di San Famiano.

La diocesi di Gallese (in latino Dioecesis Gallesina) è una sede soppressa della Chiesa cattolica, dal 16 febbraio 1991  sede vescovile titolare.

## Storia
Incerte sono le origini della diocesi di Gallese. Coletti, continuatore dell'Italia sacra di Ughelli, fa iniziare la serie episcopale con Donato, che prese parte al concilio romano indetto da papa Eugenio II nell'826. Moroni anticipa di oltre cinquant'anni la serie dei vescovi con Stefano, sanctae Gallesinae ecclesiae episcopus, che avrebbe partecipato ad un concilio indetto a Costanza in Germania nel 772. Cappelletti fa precedere questi vescovi da Gioviano che nel 769 prese parte al concilio lateranense dove fu condannato l'antipapa Costantino II: questo vescovo è tuttavia attribuito da Duchesne e da molti altri autori alla diocesi di Cagli nelle Marche.
Il IX secolo è il "secolo d'oro" per Gallese, di cui sono noti quattro vescovi che presero parte a diversi concili indetti dai papi. Inoltre erano originari di Gallese due papi: Marino I, papa dall'882 all'884, e Romano, papa da agosto a novembre 897.
Nel 1150 morì a Gallese, dopo una vita di pellegrinaggi (Roma, Santiago e la Terra Santa), Famiano, eremita cistercense. La fama dei miracoli a lui attribuiti ed attestati dalla tradizione contribuì ad accrescere il culto verso il santo, a cui i gallesini edificarono un santuario nel XIII secolo.
Secondo Coletti, la diocesi venne soppressa nel 1252 ed annessa alla diocesi di Civita Castellana; tuttavia, sia Cappelletti che Moroni, riportano ancora un vescovo di Gallese, Monaldo, che nel 1285 partecipò ad un concilio indetto da papa Onorio IV. «Convien dire - con il Cappelletti - che il decreto di unione non avesse tosto il suo effetto, oppure che continuasse a vivere il vescovo e ne ritenesse tuttora il titolo. Con lui per altro cessano le memorie della cattedra gallesina».
Nel XVI secolo, per breve tempo, la sede fu ristabilita. Fu papa Pio IV, con bolla del 17 marzo 1563 a restaurare la diocesi e a nominare vescovo Girolamo Garimberti; tuttavia il suo successore, Gabriele de Alexandris, rinunciò alla diocesi il 16 settembre 1569 e papa Pio V soppresse nuovamente la diocesi incorporandone il territorio nella diocesi di Civita Castellana.
Il 20 dicembre 1805 la collegiata Santa Maria Assunta di Gallese riebbe il titolo di cattedrale in forza della bolla Romanorum pontificum di papa Pio VII e la diocesi fu unita a quelle di Civita Castellana e Orte, che da questo momento prese il nome di "diocesi di Civita Castellana, Orte e Gallese". Il territorio comprendeva solo il comune di Gallese e la parrocchia della cattedrale.
L'11 febbraio 1986 la diocesi di Gallese, assieme a quelle di Sutri, di Nepi e di Orte, è stata soppressa ed il suo territorio incorporato in quello della diocesi di Civita Castellana; contestualmente l'ex cattedrale di Gallese ha assunto il titolo di concattedrale della diocesi civitonica.
Dal 16 febbraio 1991 Gallese è annoverata tra le sedi vescovili titolari della Chiesa cattolica; dal 28 marzo 1992 l'arcivescovo, titolo personale, titolare è Antonio Franco, già nunzio apostolico in Israele e Cipro e già delegato apostolico per Gerusalemme e la Palestina.

## Cronotassi dei vescovi
- Gioviano ? † (menzionato nel 769)[11]
- Stefano I ? † (menzionato nel 772)[12]
- Donato † (menzionato nell'826)
- Domenico † (prima dell'853 - dopo l'861)
- Stefano II † (menzionato nell'869)[13]
- Teodoro † (prima dell'871[14] - dopo l'879)
- Giovanni I † (menzionato nell'898)
- Giovanni II † (prima del 963 - dopo il 969)[15][16]
- Anonimo † (menzionato tra il 996 e il 1002)[15]
- Ugo ? † (menzionato nel 1059)[17]
- Anonimo † (menzionato nel 1130)
- Monaldo † (menzionato nel 1285)
  - Sede soppressa (ca. 1285-1563)
- Girolamo Garimberti † (17 marzo 1563 - 29 novembre 1565 deceduto)
- Gabriele de Alexandris, O.P. † (26 aprile 1566 - 16 settembre 1569 dimesso)
  - Sede soppressa (1569-1805)
  - Sede restaurata ed unita a Civita Castellana e Orte (1805-1986)

## Cronotassi dei vescovi titolari
- Antonio Franco, dal 28 marzo 1992